# Colibrí amazília de Rosenberg
El colibrí amazília de Rosenberg (Polyerata rosenbergi) és una espècie d'ocell de la família dels troquílids (Trochilidae) que habita vegetació baixa prop de la costa del Pacífic, a l'oest de Colòmbia i nord-oest de l'Equador.